# Schlesen
Schlesen település Németországban, Schleswig-Holstein tartományban. Lakosainak száma 564 fő (2023. december 31.).

## Népesség
A település népességének változása:
| Lakosok száma | 451  | 550  | 548  | 562  | 555  | 564  |
|               | 1975 | 2017 | 2019 | 2021 | 2022 | 2023 |